# Francesco Grimaldi
|  | No s'ha de confondre amb Francesco Maria Grimaldi. |

Francesco Grimaldi, fill de Guglielmo Grimaldi i de Giacoba, fou el líder dels Güelfs que capturà la Roca de Mònaco la nit del 8 de gener de 1297. Disfressat com un frare Franciscà, Francesco fou saludat a les portes del Palau del Príncep de Mònaco, aleshores assaltà el castell amb el seu cosí Ranier I de Mònaco, Senyor de Cagnes, i un grup d'homes. L'esdeveniment és commemorat a l'Escut de Mònaco. Francesco retingué durant 4 anys la ciutadella de Mònaco fins que en fou finalment expulsat.
Casat l'any 1295 amb Aurelia del Carretto, el matrimoni no tingué fills, amb el que després de la seva mort l'any 1309 fou succeït pel seu cosí Ranier I de Mònaco. Els descendents del seu cosí, la dinastia Grimaldi, es manté governant encara avui el Principat de Mònaco.